# Saison 2023-2024 du Heat de Miami
La saison 2023-2024 du Heat de Miami est la 36e saison de la franchise en NBA.
Le 19 avril, le Heat se qualifie pour les playoffs après leur victoire lors du Play-in face aux Bulls de Chicago (112-91). 
Le 1er mai, ils sont éliminés par les Celtics de Boston au premier tour des playoffs (1-4). 

## Draft
| Tour | Choix | Joueur           | Poste | Nationalité | Provenance       |
| ---- | ----- | ---------------- | ----- | ----------- | ---------------- |
| 1    | 18    | Jaime Jaquez Jr. | SF    | Mexique     | Bruins de l'UCLA |

## Matchs

### Summer League
| Summer League Total: 4-3 |

| Match | Date match | Équipe      | Score    | Meilleur marqueur     | Meilleur rebondeur  | Meilleur passeur   | Lieux Spectateurs      | Série |
| ----- | ---------- | ----------- | -------- | --------------------- | ------------------- | ------------------ | ---------------------- | ----- |
| 1     | 3 juillet  | L.A. Lakers | V 107-90 | Jaime Jaquez Jr. (22) | Jović, Robinson (8) | Jamaree Bouyea (9) | Golden 1 Center 0      | 1 - 0 |
| 2     | 5 juillet  | Sacramento  | D 83-95  | Nikola Jović (22)     | Jamal Cain (6)      | Jamaree Bouyea (4) | Golden 1 Center 12 933 | 1 - 1 |

| Match | Date match | Équipe    | Score    | Meilleur marqueur     | Meilleur rebondeur    | Meilleur passeur     | Lieux Spectateurs      | Série |
| ----- | ---------- | --------- | -------- | --------------------- | --------------------- | -------------------- | ---------------------- | ----- |
| 1     | 8 juillet  | Boston    | V 99-88  | Orlando Robinson (36) | Orlando Robinson (11) | Dru Smith (7)        | Cox Pavilion 0         | 1 - 0 |
| 2     | 10 juillet | Phoenix   | D 70-73  | Jamal Cain (18)       | Bouyea, Robinson (9)  | Jamaree Bouyea (9)   | Thomas & Mack Center 0 | 1 - 1 |
| 3     | 13 juillet | Milwaukee | V 91-72  | Orlando Robinson (25) | Cain, Robinson (8)    | Jamaree Bouyea (10)  | Cox Pavilion 0         | 2 - 1 |
| 4     | 14 juillet | Denver    | D 81-112 | Jamaree Bouyea (20)   | Bouyea, Gardner (6)   | Trois joueurs (3)    | Cox Pavilion 0         | 2 - 2 |
| 5     | 16 juillet | Portland  | V 104-78 | Orlando Robinson (27) | Orlando Robinson (9)  | Orlando Robinson (6) | Thomas & Mack Center 0 | 3 - 2 |

### Pré-saison
| Pré-saison Total: 2-3 (Domicile : 2-1; Extérieur : 0-2) |

| Match | Date match | Équipe        | Score     | Meilleur marqueur      | Meilleur rebondeur     | Meilleur passeur    | Lieux Spectateurs    | Série |
| ----- | ---------- | ------------- | --------- | ---------------------- | ---------------------- | ------------------- | -------------------- | ----- |
| 1     | 10 octobre | Charlotte     | V 113-109 | Tyler Herro (22)       | Thomas Bryant (8)      | Quatre joueurs (3)  | Kaseya Center 19 600 | 1 - 0 |
| 2     | 13 octobre | @ San Antonio | D 104-120 | Jamal Cain (24)        | Justin Champagnie (11) | Duncan Robinson (5) | AT&T Center 17 412   | 1 - 1 |
| 3     | 15 octobre | Memphis       | V 132-124 | Tyler Herro (30)       | Cain, Love (7)         | Kyle Lowry (9)      | Kaseya Center 19 600 | 2 - 1 |
| 4     | 18 octobre | Brooklyn      | D 104-107 | Highsmith, Swider (15) | Jamal Cain (14)        | Dru Smith (10)      | Kaseya Center 19 600 | 2 - 2 |
| 5     | 20 octobre | @ Houston     | D 104-110 | R. J. Hampton (17)     | Orlando Robinson (5)   | Hampton, Smith (5)  | Toyota Center 18 055 | 2 - 3 |

### Saison régulière
| Saison régulière Total: 46-36 (Domicile : 22-19; Extérieur : 24-17) |

| Match | Date match | Équipe      | Score     | Meilleur marqueur | Meilleur rebondeur | Meilleur passeur     | Lieux Spectateurs    | Série |
| ----- | ---------- | ----------- | --------- | ----------------- | ------------------ | -------------------- | -------------------- | ----- |
| 1     | 25 octobre | Détroit     | V 103-102 | Bam Adebayo (22)  | Jimmy Butler (13)  | Jimmy Butler (4)     | Kaseya Center 19 695 | 1 - 0 |
| 2     | 27 octobre | @ Boston    | D 111-119 | Tyler Herro (28)  | Kevin Love (9)     | Tyler Herro (6)      | TD Garden 19 156     | 1 - 1 |
| 3     | 28 octobre | @ Minnesota | D 90-106  | Tyler Herro (22)  | Nikola Jović (11)  | Kyle Lowry (7)       | Target Center 18 024 | 1 - 2 |
| 4     | 30 octobre | @ Milwaukee | D 114-122 | Tyler Herro (35)  | Tyler Herro (8)    | Orlando Robinson (7) | Fiserv Forum 17 341  | 1 - 3 |

| Match                                                                      | Date match   | Équipe        | Score     | Meilleur marqueur    | Meilleur rebondeur   | Meilleur passeur      | Lieux Spectateurs                 | Série  |
| -------------------------------------------------------------------------- | ------------ | ------------- | --------- | -------------------- | -------------------- | --------------------- | --------------------------------- | ------ |
| 5                                                                          | 1er novembre | Brooklyn      | D 105-109 | Tyler Herro (30)     | Bam Adebayo (14)     | Tyler Herro (5)       | Kaseya Center 19 600              | 1 - 4  |
| 6                                                                          | 3 novembre   | Washington*   | V 121-114 | Tyler Herro (24)     | Tyler Herro (10)     | Tyler Herro (9)       | Kaseya Center 19 660              | 2 - 4  |
| 7                                                                          | 6 novembre   | L.A. Lakers   | V 108-107 | Jimmy Butler (28)    | Bam Adebayo (19)     | Bam Adebayo (10)      | Kaseya Center 19 725              | 3 - 4  |
| 8                                                                          | 8 novembre   | @ Memphis     | V 108-102 | Bam Adebayo (30)     | Adebayo, Lowry (11)  | Kyle Lowry (9)        | FedExForum 16 781                 | 4 - 4  |
| 9                                                                          | 11 novembre  | @ Atlanta     | V 117-109 | Bam Adebayo (26)     | Bam Adebayo (17)     | Haywood Highsmith (5) | State Farm Arena 17 722           | 5 - 4  |
| 10                                                                         | 12 novembre  | @ San Antonio | V 118-113 | Duncan Robinson (26) | Bam Adebayo (11)     | Bam Adebayo (6)       | Frost Bank Center 18 036          | 6 - 4  |
| 11                                                                         | 14 novembre  | @ Charlotte*  | V 111-105 | Jimmy Butler (32)    | Bam Adebayo (11)     | Josh Richardson (6)   | Spectrum Center 15 673            | 7 - 4  |
| 12                                                                         | 16 novembre  | Brooklyn      | V 122-115 | Jimmy Butler (36)    | Kevin Love (9)       | Jaime Jaquez Jr. (5)  | Kaseya Center 19 866              | 8 - 4  |
| 13                                                                         | 18 novembre  | @ Chicago     | D 97-102  | Jimmy Butler (25)    | Bam Adebayo (10)     | Duncan Robinson (7)   | United Center 18 063              | 8 - 5  |
| 14                                                                         | 20 novembre  | @ Chicago     | V 118-100 | Bam Adebayo (23)     | Bam Adebayo (11)     | Trois joueurs (6)     | United Center 19 258              | 9 - 5  |
| 15                                                                         | 22 novembre  | @ Cleveland   | V 129-96  | Kyle Lowry (28)      | Orlando Robinson (9) | Jimmy Butler (9)      | Rocket Mortgage FieldHouse 19 432 | 10 - 5 |
| 16                                                                         | 24 novembre  | @ New York*   | D 98-100  | Jimmy Butler (23)    | Bam Adebayo (12)     | Jaime Jaquez Jr. (4)  | Madison Square Garden 19 812      | 10 - 6 |
| 17                                                                         | 25 novembre  | @ Brooklyn    | D 97-112  | Caleb Martin (22)    | Kevin Love (10)      | Jović, Richardson (5) | Barclays Center 17 817            | 10 - 7 |
| 18                                                                         | 28 novembre  | Milwaukee*    | D 124-131 | Bam Adebayo (31)     | Adebayo, Love (10)   | Josh Richardson (7)   | Kaseya Center 19 691              | 10 - 8 |
| 19                                                                         | 30 novembre  | Indiana       | V 142-132 | Jimmy Butler (36)    | Jimmy Butler (11)    | Kevin Love (6)        | Kaseya Center 19 604              | 11 - 8 |
| *Matchs comptant pour la phase de groupe du NBA In-Season Tournament 2023. |              |               |           |                      |                      |                       |                                   |        |

| Match | Date match  | Équipe         | Score     | Meilleur marqueur     | Meilleur rebondeur       | Meilleur passeur     | Lieux Spectateurs       | Série   |
| ----- | ----------- | -------------- | --------- | --------------------- | ------------------------ | -------------------- | ----------------------- | ------- |
| 20    | 2 décembre  | Indiana        | D 129-144 | Jimmy Butler (33)     | Kyle Lowry (8)           | Butler, Love (5)     | Kaseya Center 19 650    | 11 - 9  |
| 21    | 6 décembre  | @ Toronto      | V 112-103 | Caleb Martin (24)     | Martin, O. Robinson (12) | Jimmy Butler (8)     | Scotiabank Arena 19 084 | 12 - 9  |
| 22    | 8 décembre  | Cleveland      | D 99-111  | Kyle Lowry (17)       | Kevin Love (12)          | Kyle Lowry (5)       | Kaseya Center 19 600    | 12 - 10 |
| 23    | 11 décembre | @ Charlotte    | V 116-114 | Duncan Robinson (24)  | Caleb Martin (9)         | Jimmy Butler (8)     | Spectrum Center 15 543  | 13 - 10 |
| 24    | 13 décembre | Charlotte      | V 115-104 | Duncan Robinson (23)  | Thomas Bryant (9)        | Jimmy Butler (10)    | Kaseya Center 19 600    | 14 - 10 |
| 25    | 14 décembre | Chicago        | D 116-124 | Jaime Jaquez Jr. (22) | Caleb Martin (11)        | Jimmy Butler (7)     | Kaseya Center 19 653    | 14 - 11 |
| 26    | 16 décembre | Chicago        | V 118-116 | Jimmy Butler (28)     | Kevin Love (7)           | Kyle Lowry (7)       | Kaseya Center 19 815    | 15 - 11 |
| 27    | 18 décembre | Minnesota      | D 108-112 | Tyler Herro (25)      | Kevin Love (10)          | Bam Adebayo (6)      | Kaseya Center 19 819    | 15 - 12 |
| 28    | 20 décembre | @ Orlando      | V 115-106 | Tyler Herro (28)      | Tyler Herro (8)          | Tyler Herro (7)      | Kia Center 19 129       | 16 - 12 |
| 29    | 22 décembre | Atlanta        | V 122-113 | Tyler Herro (30)      | Bam Adebayo (11)         | Bam Adebayo (6)      | Kaseya Center 20 029    | 17 - 12 |
| 30    | 25 décembre | Philadelphie   | V 119-113 | Jaime Jaquez Jr. (31) | Bam Adebayo (15)         | Trois joueurs (5)    | Kaseya Center 20 162    | 18 - 12 |
| 31    | 28 décembre | @ Golden State | V 114-102 | Tyler Herro (26)      | Bam Adebayo (11)         | Jaime Jaquez Jr. (6) | Chase Center 18 064     | 19 - 12 |
| 32    | 30 décembre | @ Utah         | D 109-117 | Bam Adebayo (28)      | Bam Adebayo (16)         | Tyler Herro (6)      | Delta Center 18 206     | 19 - 13 |

| Match | Date match  | Équipe          | Score        | Meilleur marqueur    | Meilleur rebondeur  | Meilleur passeur     | Lieux Spectateurs            | Série   |
| ----- | ----------- | --------------- | ------------ | -------------------- | ------------------- | -------------------- | ---------------------------- | ------- |
| 33    | 1er janvier | @ L.A. Clippers | D 104-121    | Bam Adebayo (21)     | Bam Adebayo (15)    | Tyler Herro (6)      | Crypto.com Arena 19 370      | 19 - 14 |
| 34    | 3 janvier   | @ L.A. Lakers   | V 110-96     | Tyler Herro (21)     | Kevin Love (14)     | Jaime Jaquez Jr. (8) | Crypto.com Arena 18 997      | 20 - 14 |
| 35    | 5 janvier   | @ Phoenix       | D 97-113     | Bam Adebayo (28)     | Bam Adebayo (11)    | Josh Richardson (7)  | Footprint Center 17 071      | 20 - 15 |
| 36    | 8 janvier   | Houston         | V 120-113    | Tyler Herro (28)     | Bam Adebayo (12)    | Duncan Robinson (7)  | Kaseya Center 19 694         | 21 - 15 |
| 37    | 10 janvier  | Oklahoma City   | D 120-128    | Bam Adebayo (25)     | Bam Adebayo (11)    | Adebayo, Herro (6)   | Kaseya Center 19 636         | 21 - 16 |
| 38    | 12 janvier  | Orlando         | V 99-96      | Duncan Robinson (23) | Bam Adebayo (11)    | Bam Adebayo (7)      | Kaseya Center 19 650         | 22 - 16 |
| 39    | 14 janvier  | Charlotte       | V 104-87     | Bam Adebayo (24)     | Bam Adebayo (10)    | Bam Adebayo (7)      | Kaseya Center 19 831         | 23 - 16 |
| 40    | 15 janvier  | @ Brooklyn      | V 96-95 (OT) | Jimmy Butler (31)    | Bam Adebayo (20)    | Kyle Lowry (5)       | Barclays Center 17 893       | 24 - 16 |
| 41    | 17 janvier  | @ Toronto       | D 97-121     | Trois joueurs (16)   | Herro, Jović (7)    | Butler, Martin (5)   | Scotiabank Arena 19 631      | 24 - 17 |
| 42    | 19 janvier  | Atlanta         | D 108-109    | Butler, Herro (25)   | Bam Adebayo (9)     | Adebayo, Butler (6)  | Kaseya Center 20 040         | 24 - 18 |
| 43    | 21 janvier  | @ Orlando       | D 87-105     | Bam Adebayo (22)     | Bam Adebayo (11)    | Bam Adebayo (7)      | Kia Center 18 102            | 24 - 19 |
| 44    | 24 janvier  | Memphis         | D 96-105     | Tyler Herro (18)     | Bam Adebayo (15)    | Bam Adebayo (6)      | Kaseya Center 19 600         | 24 - 20 |
| 45    | 25 janvier  | Boston          | D 110-143    | Adebayo, Herro (19)  | Adebayo, Bryant (5) | Tyler Herro (6)      | Kaseya Center 20 074         | 24 - 21 |
| 46    | 27 janvier  | @ New York      | D 109-125    | Jimmy Butler (28)    | Bam Adebayo (13)    | Terry Rozier (7)     | Madison Square Garden 19 812 | 24 - 22 |
| 47    | 29 janvier  | Phoenix         | D 105-118    | Jimmy Butler (26)    | Bam Adebayo (11)    | Bam Adebayo (5)      | Kaseya Center 19 600         | 24 - 23 |
| 48    | 31 janvier  | Sacramento      | V 115-106    | Jimmy Butler (31)    | Bam Adebayo (11)    | Terry Rozier (10)    | Kaseya Center 19 600         | 25 - 23 |

| Match                  | Date match | Équipe                | Score     | Meilleur marqueur   | Meilleur rebondeur  | Meilleur passeur     | Lieux Spectateurs           | Série   |
| ---------------------- | ---------- | --------------------- | --------- | ------------------- | ------------------- | -------------------- | --------------------------- | ------- |
| 49                     | 2 février  | @ Washington          | V 110-102 | Jimmy Butler (24)   | Bam Adebayo (14)    | Herro, Rozier (5)    | Capital One Arena 18 308    | 26 - 23 |
| 50                     | 4 février  | L.A. Clippers         | D 95-103  | Jimmy Butler (21)   | Bam Adebayo (13)    | Terry Rozier (5)     | Kaseya Center 19 855        | 26 - 24 |
| 51                     | 6 février  | Orlando               | V 121-95  | Jimmy Butler (23)   | Adebayo, Butler (8) | Jimmy Butler (8)     | Kaseya Center 19 600        | 27 - 24 |
| 52                     | 7 février  | San Antonio           | V 116-104 | Tyler Herro (24)    | Jimmy Butler (11)   | Jimmy Butler (11)    | Kaseya Center 19 652        | 28 - 24 |
| 53                     | 11 février | Boston                | D 106-110 | Tyler Herro (24)    | Bam Adebayo (13)    | Terry Rozier (6)     | Kaseya Center 20 049        | 28 - 25 |
| 54                     | 13 février | @ Milwaukee           | V 123-97  | Nikola Jović (24)   | Bam Adebayo (12)    | Bam Adebayo (11)     | Fiserv Forum 17 520         | 29 - 25 |
| 55                     | 14 février | @ Philadelphie        | V 109-104 | Adebayo, Herro (23) | Bam Adebayo (13)    | Tyler Herro (7)      | Wells Fargo Center 20 015   | 30 - 25 |
| NBA All-Star Game 2024 |            |                       |           |                     |                     |                      |                             |         |
| 56                     | 23 février | @ La Nouvelle-Orléans | V 106-95  | Bam Adebayo (24)    | Jimmy Butler (9)    | Jimmy Butler (6)     | Smoothie King Center 18 658 | 31 - 25 |
| 57                     | 26 février | @ Sacramento          | V 121-110 | Bam Adebayo (28)    | Bam Adebayo (10)    | Duncan Robinson (11) | Golden 1 Center 17 832      | 32 - 25 |
| 58                     | 27 février | @ Portland            | V 106-96  | Jimmy Butler (22)   | Bam Adebayo (9)     | Jimmy Butler (9)     | Moda Center 18 143          | 33 - 25 |
| 59                     | 29 février | @ Denver              | D 97-103  | Bam Adebayo (22)    | Caleb Martin (9)    | Jaime Jaquez Jr. (5) | Ball Arena 19 634           | 33 - 26 |

| Match | Date match | Équipe              | Score     | Meilleur marqueur      | Meilleur rebondeur   | Meilleur passeur  | Lieux Spectateurs                 | Série   |
| ----- | ---------- | ------------------- | --------- | ---------------------- | -------------------- | ----------------- | --------------------------------- | ------- |
| 60    | 2 mars     | Utah                | V 126-120 | Jimmy Butler (37)      | Bam Adebayo (7)      | Terry Rozier (8)  | Kaseya Center 19 858              | 34 - 26 |
| 61    | 5 mars     | Détroit             | V 118-110 | Jimmy Butler (26)      | Bam Adebayo (7)      | Jimmy Butler (8)  | Kaseya Center 19 724              | 35 - 26 |
| 62    | 7 mars     | @ Dallas            | D 108-114 | Terry Rozier (27)      | Bam Adebayo (9)      | Terry Rozier (11) | American Airlines Center 20 221   | 35 - 27 |
| 63    | 8 mars     | @ Oklahoma City     | D 100-107 | Jaime Jaquez Jr. (25)  | Adebayo, Butler (10) | Jimmy Butler (8)  | Paycom Center 18 203              | 35 - 28 |
| 64    | 10 mars    | Washington          | D 110-108 | Jimmy Butler (23)      | Bam Adebayo (16)     | Trois joueurs (4) | Kaseya Center 19 730              | 35 - 29 |
| 65    | 13 mars    | Denver              | D 88-100  | Bam Adebayo (17)       | Bam Adebayo (13)     | Terry Rozier (4)  | Kaseya Center 19 921              | 35 - 30 |
| 66    | 15 mars    | @ Détroit           | V 108-95  | Bam Adebayo (22)       | Bam Adebayo (9)      | Caleb Martin (6)  | Little Caesars Arena 19 894       | 36 - 30 |
| 67    | 17 mars    | @ Détroit           | V 104-101 | Duncan Robinson (30)   | Bam Adebayo (17)     | Terry Rozier (9)  | Little Caesars Arena 20 004       | 37 - 30 |
| 68    | 18 mars    | @ Philadelphie      | D 91-98   | Adebayo, Rozier (20)   | Bam Adebayo (13)     | Bam Adebayo (6)   | Wells Fargo Center 19 782         | 37 - 31 |
| 69    | 20 mars    | @ Cleveland         | V 107-104 | Jimmy Butler (30)      | Thomas Bryant (10)   | Jimmy Butler (5)  | Rocket Mortgage FieldHouse 19 432 | 38 - 31 |
| 70    | 22 mars    | La Nouvelle-Orléans | D 88-111  | Jimmy Butler (17)      | Bam Adebayo (10)     | Jimmy Butler (5)  | Kaseya Center 19 727              | 38 - 32 |
| 71    | 24 mars    | Cleveland           | V 121-84  | Haywood Highsmith (18) | Bam Adebayo (16)     | Jimmy Butler (6)  | Kaseya Center 19 645              | 39 - 32 |
| 72    | 26 mars    | Golden State        | D 92-113  | Bam Adebayo (24)       | Bam Adebayo (9)      | Caleb Martin (6)  | Kaseya Center 19 813              | 39 - 33 |
| 73    | 29 mars    | Portland            | V 142-82  | Thomas Bryant (26)     | Adebayo, Bryant (12) | Bam Adebayo (9)   | Kaseya Center 19 839              | 40 - 33 |
| 74    | 31 mars    | @ Washington        | V 119-107 | Terry Rozier (27)      | Bam Adebayo (10)     | Bam Adebayo (5)   | Capital One Arena 16 039          | 41 - 33 |

| Match | Date match | Équipe       | Score           | Meilleur marqueur       | Meilleur rebondeur | Meilleur passeur     | Lieux Spectateurs            | Série   |
| ----- | ---------- | ------------ | --------------- | ----------------------- | ------------------ | -------------------- | ---------------------------- | ------- |
| 75    | 2 avril    | New York     | V 109-99        | Terry Rozier (34)       | Bam Adebayo (9)    | Butler, Jović (6)    | Kaseya Center 19 857         | 42 - 33 |
| 76    | 4 avril    | Philadelphie | D 105-109       | Terry Rozier (22)       | Kevin Love (16)    | Bam Adebayo (11)     | Kaseya Center 19 719         | 42 - 34 |
| 77    | 5 avril    | @ Houston    | V 119-104       | Jimmy Butler (22)       | Bam Adebayo (12)   | Adebayo, Herro (6)   | Toyota Center 18 055         | 43 - 34 |
| 78    | 7 avril    | @ Indiana    | D 115-117       | Jimmy Butler (27)       | Bam Adebayo (12)   | Jimmy Butler (8)     | Gainbridge Fieldhouse 17 274 | 43 - 35 |
| 79    | 9 avril    | @ Atlanta    | V 117-111 (2OT) | Tyler Herro (33)        | Butler, Jović (8)  | Jimmy Butler (9)     | State Farm Arena 17 049      | 44 - 35 |
| 80    | 10 avril   | Dallas       | D 92-111        | Tyler Herro (21)        | Kevin Love (11)    | Herro, Martin (6)    | Kaseya Center 19 660         | 44 - 36 |
| 81    | 12 avril   | Toronto      | V 125-103       | Nikola Jović (22)       | Kevin Love (8)     | Jaime Jaquez Jr. (9) | Kaseya Center 19 600         | 45 - 36 |
| 82    | 14 avril   | Toronto      | V 118-103       | Bryant, Jaquez Jr. (18) | Tyler Herro (8)    | Nikola Jović (22)    | Kaseya Center 19 600         | 46 - 36 |

### Play-in tournament
| Play-in Total: 1-1 (Domicile : 1-0; Extérieur : 0-1) |

| Match | Date match | Équipe         | Score     | Meilleur marqueur | Meilleur rebondeur | Meilleur passeur | Lieux Spectateurs         | Série |
| ----- | ---------- | -------------- | --------- | ----------------- | ------------------ | ---------------- | ------------------------- | ----- |
| 1     | 17 avril   | @ Philadelphie | D 104-105 | Tyler Herro (25)  | Bam Adebayo (12)   | Tyler Herro (9)  | Wells Fargo Center 19 788 | 0 - 1 |

| Match | Date match | Équipe  | Score    | Meilleur marqueur | Meilleur rebondeur | Meilleur passeur | Lieux Spectateurs    | Série |
| ----- | ---------- | ------- | -------- | ----------------- | ------------------ | ---------------- | -------------------- | ----- |
| 2     | 19 avril   | Chicago | V 112-91 | Tyler Herro (24)  | Tyler Herro (10)   | Tyler Herro (9)  | Kaseya Center 19 600 | 1 - 1 |

### Playoffs
| Playoffs Total: 1-4 (Domicile : 0-2; Extérieur : 1-2) |

| Match | Date match | Équipe   | Score     | Meilleur marqueur | Meilleur rebondeur | Meilleur passeur          | Lieux Spectateurs    | Série |
| ----- | ---------- | -------- | --------- | ----------------- | ------------------ | ------------------------- | -------------------- | ----- |
| 1     | 21 avril   | @ Boston | D 94-114  | Bam Adebayo (24)  | Adebayo, Jović (6) | Herro, Jaquez Jr. (4)     | TD Garden 19 156     | 0 - 1 |
| 2     | 24 avril   | @ Boston | V 111-101 | Tyler Herro (24)  | Bam Adebayo (10)   | Tyler Herro (14)          | TD Garden 19 156     | 1 - 1 |
| 3     | 27 avril   | Boston   | D 84-104  | Bam Adebayo (20)  | Bam Adebayo (9)    | Highsmith, Jaquez Jr. (5) | Kaseya Center 20 092 | 1 - 2 |
| 4     | 29 avril   | Boston   | D 88-102  | Bam Adebayo (25)  | Bam Adebayo (17)   | Bam Adebayo (5)           | Kaseya Center 19 600 | 1 - 3 |
| 5     | 1er mai    | @ Boston | D 84-118  | Bam Adebayo (23)  | Nikola Jović (7)   | Bam Adebayo (6)           | TD Garden 19 156     | 1 - 4 |

### Confrontations en saison régulière
| Conférence Est      | Conférence Est                              | Conférence Est                              | Conférence Est                              | Conférence Est                              | Conférence Ouest                            | Conférence Ouest                            | Conférence Ouest                            |
| Division Atlantique | Division Atlantique                         | Division Atlantique                         | Division Atlantique                         | Division Atlantique                         | Division Nord-Ouest                         | Division Nord-Ouest                         | Division Nord-Ouest                         |
| Équipe              | Domicile                                    | Domicile                                    | Extérieur                                   | Extérieur                                   | Équipe                                      | Domicile                                    | Extérieur                                   |
| ------------------- | ------------------------------------------- | ------------------------------------------- | ------------------------------------------- | ------------------------------------------- | ------------------------------------------- | ------------------------------------------- | ------------------------------------------- |
| Boston              | 110-143                                     | 106-110                                     | 111-119                                     |                                             | Denver                                      | 88-100                                      | 97-103                                      |
| Brooklyn            | 105-109                                     | 122-115                                     | 97-112                                      | 96-95 (OT)                                  | Minnesota                                   | 108-112                                     | 90-106                                      |
| New York            | 109-99                                      |                                             | 98-100                                      | 109-125                                     | Oklahoma City                               | 120-128                                     | 100-107                                     |
| Philadelphie        | 119-113                                     | 105-109                                     | 109-104                                     | 91-98                                       | Portland                                    | 142-82                                      | 106-96                                      |
| Toronto             | 125-103                                     | 118-103                                     | 112-103                                     | 97-121                                      | Utah                                        | 126-120                                     | 109-117                                     |
| Division            | 8–10 (Domicile : 5-4; Extérieur : 3-6)      | 8–10 (Domicile : 5-4; Extérieur : 3-6)      | 8–10 (Domicile : 5-4; Extérieur : 3-6)      | 8–10 (Domicile : 5-4; Extérieur : 3-6)      | Division                                    | 3–7 (Domicile : 2-3; Extérieur : 1-4)       | 3–7 (Domicile : 2-3; Extérieur : 1-4)       |
| Division Centrale   | Division Centrale                           | Division Centrale                           | Division Centrale                           | Division Centrale                           | Division Pacifique                          | Division Pacifique                          | Division Pacifique                          |
| Équipe              | Domicile                                    | Domicile                                    | Extérieur                                   | Extérieur                                   | Équipe                                      | Domicile                                    | Extérieur                                   |
| Chicago             | 116-124                                     | 118-116                                     | 97-102                                      | 118-100                                     | Golden State                                | 92-113                                      | 114-102                                     |
| Cleveland           | 99-111                                      | 121-84                                      | 129-96                                      | 107-104                                     | L.A. Clippers                               | 95-103                                      | 104-121                                     |
| Détroit             | 103-102                                     | 118-110                                     | 108-95                                      | 104-101                                     | L.A. Lakers                                 | 108-107                                     | 110-96                                      |
| Indiana             | 142-132                                     | 129-144                                     | 115-117                                     |                                             | Phoenix                                     | 105-118                                     | 97-113                                      |
| Milwaukee           | 124-131                                     |                                             | 114-122                                     | 123-97                                      | Sacramento                                  | 115-106                                     | 121-110                                     |
| Division            | 11–7 (Domicile : 5-4; Extérieur : 6-3)      | 11–7 (Domicile : 5-4; Extérieur : 6-3)      | 11–7 (Domicile : 5-4; Extérieur : 6-3)      | 11–7 (Domicile : 5-4; Extérieur : 6-3)      | Division                                    | 5–5 (Domicile : 2-3; Extérieur : 3-2)       | 5–5 (Domicile : 2-3; Extérieur : 3-2)       |
| Division Sud-Est    | Division Sud-Est                            | Division Sud-Est                            | Division Sud-Est                            | Division Sud-Est                            | Division Sud-Ouest                          | Division Sud-Ouest                          | Division Sud-Ouest                          |
| Équipe              | Domicile                                    | Domicile                                    | Extérieur                                   | Extérieur                                   | Équipe                                      | Domicile                                    | Extérieur                                   |
| Atlanta             | 122-113                                     | 108-109                                     | 117-109                                     | 117-111 (2OT)                               | Dallas                                      | 92-111                                      | 108-114                                     |
| Charlotte           | 115-104                                     | 104-87                                      | 111-105                                     | 116-114                                     | Houston                                     | 120-113                                     | 119-104                                     |
|                     |                                             |                                             |                                             |                                             | Memphis                                     | 96-105                                      | 108-102                                     |
| Orlando             | 99-96                                       | 121-95                                      | 115-106                                     | 87-105                                      | New Orleans                                 | 88-111                                      | 106-95                                      |
| Washington          | 121-114                                     | 110-108                                     | 110-102                                     | 119-107                                     | San Antonio                                 | 116-104                                     | 118-113                                     |
| Division            | 13–3 (Domicile : 6-2; Extérieur : 7-1)      | 13–3 (Domicile : 6-2; Extérieur : 7-1)      | 13–3 (Domicile : 6-2; Extérieur : 7-1)      | 13–3 (Domicile : 6-2; Extérieur : 7-1)      | Division                                    | 6–4 (Domicile : 2-3; Extérieur : 4-1)       | 6–4 (Domicile : 2-3; Extérieur : 4-1)       |
| Conférence          | 32–20 (Domicile : 16–10; Extérieur : 16–10) | 32–20 (Domicile : 16–10; Extérieur : 16–10) | 32–20 (Domicile : 16–10; Extérieur : 16–10) | 32–20 (Domicile : 16–10; Extérieur : 16–10) | Conférence                                  | 14–16 (Domicile : 6–9; Extérieur : 8–7)     | 14–16 (Domicile : 6–9; Extérieur : 8–7)     |
| Total               | 46–36 (Domicile : 22–19; Extérieur : 24–17) | 46–36 (Domicile : 22–19; Extérieur : 24–17) | 46–36 (Domicile : 22–19; Extérieur : 24–17) | 46–36 (Domicile : 22–19; Extérieur : 24–17) | 46–36 (Domicile : 22–19; Extérieur : 24–17) | 46–36 (Domicile : 22–19; Extérieur : 24–17) | 46–36 (Domicile : 22–19; Extérieur : 24–17) |

## Classements

### Saison régulière
| Conférence Est | Conférence Est             | Conférence Est | Conférence Est | Conférence Est | Conférence Est | Conférence Est | Conférence Est |
| No             | Franchise                  | Vic.           | Déf.           | MJ             | V/D            | GB             |                |
| -------------- | -------------------------- | -------------- | -------------- | -------------- | -------------- | -------------- | -------------- |
| 1              | z - Celtics de Boston      | 64             | 18             | 82             | .780           | –              |                |
| 2              | x - Knicks de New York     | 50             | 32             | 82             | .610           | 14             |                |
| 3              | y - Bucks de Milwaukee     | 49             | 33             | 82             | .598           | 15             |                |
| 4              | x - Cavaliers de Cleveland | 48             | 34             | 82             | .585           | 16             |                |
| 5              | y - Magic d'Orlando        | 47             | 35             | 82             | .573           | 17             |                |
| 6              | x - Pacers de l'Indiana    | 47             | 35             | 82             | .573           | 17             |                |
|                |                            |                |                |                |                |                |                |
| 7              | x - 76ers de Philadelphie  | 47             | 35             | 82             | .573           | 17             |                |
| 8              | x - Heat de Miami          | 46             | 36             | 82             | .561           | 18             |                |
| 9              | pi - Bulls de Chicago      | 39             | 43             | 82             | .476           | 25             |                |
| 10             | pi - Hawks d'Atlanta       | 36             | 46             | 82             | .439           | 28             |                |
|                |                            |                |                |                |                |                |                |
| 11             | o - Nets de Brooklyn       | 32             | 50             | 82             | .390           | 32             |                |
| 12             | o - Raptors de Toronto     | 25             | 57             | 82             | .305           | 39             |                |
| 13             | o - Hornets de Charlotte   | 21             | 61             | 82             | .256           | 43             |                |
| 14             | o - Wizards de Washington  | 15             | 67             | 82             | .183           | 49             |                |
| 15             | o - Pistons de Détroit     | 14             | 68             | 82             | .171           | 50             |                |

| Division Sud-Est          | V  | D  | MJ | V/D  | GB | Dom   | Ext   | Div  |
| ------------------------- | -- | -- | -- | ---- | -- | ----- | ----- | ---- |
| y - Magic d'Orlando       | 47 | 35 | 82 | .573 | –  | 29-12 | 18-23 | 9-7  |
| x - Heat de Miami         | 46 | 36 | 82 | .561 | 1  | 22-19 | 24-17 | 13-3 |
| pi - Hawks d'Atlanta      | 36 | 46 | 82 | .439 | 11 | 21-20 | 15-26 | 8-8  |
| o - Hornets de Charlotte  | 21 | 61 | 82 | .256 | 26 | 11-30 | 10-31 | 6-10 |
| o - Wizards de Washington | 15 | 67 | 82 | .183 | 32 | 7-34  | 8-33  | 4-12 |

### NBA In-Season Tournament
| Rang | Équipe                | Pts | J | G | P | Pp  | Pc  | Diff |
| ---- | --------------------- | --- | - | - | - | --- | --- | ---- |
| 1    | Bucks de Milwaukee    | 8   | 4 | 4 | 0 | 502 | 456 | 46   |
| 2    | Knicks de New York    | 7   | 4 | 3 | 1 | 440 | 398 | 42   |
| 3    | Heat de Miami         | 6   | 4 | 2 | 2 | 453 | 450 | 3    |
| 4    | Hornets de Charlotte  | 5   | 4 | 1 | 3 | 419 | 473 | -54  |
| 5    | Wizards de Washington | 4   | 4 | 0 | 4 | 458 | 496 | -38  |